# 선저우 계획

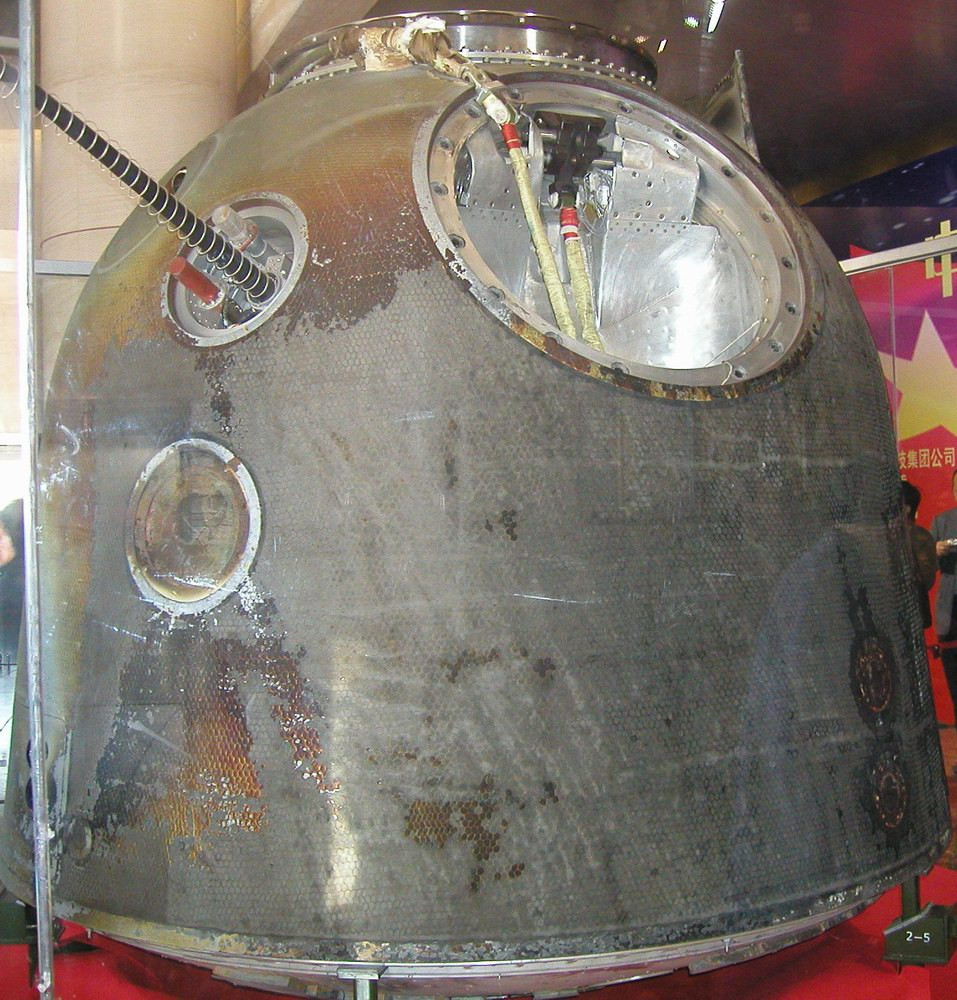

선저우 계획(神舟工程)은 중화인민공화국이 진행 중인 유인 우주 계획이다. 2003년 10월 15일에 발사된 5호에 탑승한 양리웨이 중령은 중국 최초의 우주인이 되었으며, 2008년 9월 25일 발사된 7호에서는 27일에 자이지강 중령이 페이티엔 우주복을 입고 중국 최초의 우주유영을 하였다.

## 구조
러시아의 모듈 조립형 우주선 소유스와 비슷하게 궤도 모듈, 귀환 모듈, 추진 모듈로 이뤄져 있다. 외형은 소유스보다 5% 정도 크다. 지름 최대 2.8m, 전체 길이 8.8m이다. 추진 모듈에 붙은 메인 태양전지 패널 폭은 19.4m, 모든 모듈을 합친 총질량 7.6t(소유스는 7.25t)이다. 소유스가 추진 모듈에만 태양전지 패널이 붙어있는 반면, 선저우는 궤도 모듈에도 태양전지 패널이 달려 있다. 이에 따라 전체 전력 확보의 확실성이 높아졌고, 추진 모듈 없이도 궤도 모듈 활동 가능하다. 귀환 모듈과 궤도 모듈 사이에 해치(Hatch)가 있다는 점도 소유스에 비해 개선된 점이다. 이는 1971년에 처음 비행한 소련 최초의 소형 우주정거장 살류트와 같은 발상이다.

## 발사기록
선저우 계획은 소련의 소유스 계획과 비슷하다.
- 선저우 1호 – 1999년 11월 9일 발사, 무인 시험 비행
- 선저우 2호 – 2001년 1월 9일 발사, 동물 시험 비행
- 선저우 3호 – 2002년 3월 25일 발사, 더미 시험 비행
- 선저우 4호 – 2002년 12월 29일 발사, 더미 시험 비행, 다수의 과학 실험
- 선저우 5호 – 2003년 10월 15일 발사, 양리웨이가 14회 궤도 비행
- 선저우 6호 – 2005년 10월 12일 발사, 5일의 임무수행 페이준롱, 니하이셩
- 선저우 7호 – 2008년 9월 25일 발사, 승무원 3명 탑승. 자이지강이 최초의 우주유영, 류보밍, 징하이펑
- 선저우 8호 – 2011년 11월 1일 발사, 무인 시험 비행, 텐궁1호 우주정거장 도킹
- 선저우 9호 – 2012년 6월 15일 발사, 첫 여성우주인 류양 탑승. 텐궁1호, 선저우 8호에 추가 도킹 예정.
- 선저우 10호 – 2013년 6월 11일 발사, 유인 비행, 텐궁1호, 선저우 8호, 선저우 9호에 추가 도킹
- 선저우 11호 – 2016년 10월 17일 발사
- 선저우 12호 – 2021년 6월 17일 발사
- 선저우 13호 – 2021년 10월 15일 발사
- 선저우 14호 – 2022년 6월 5일 발사
- 선저우 15호 – 2022년 11월 29일 발사
- 선저우 16호 – 2023년 5월 30일 발사
- 선저우 17호 – 2023년 10월 26일 발사
- 선저우 18호 – 2024년 4월 25일 발사, 무인 시험 비행, 텐궁1호 우주정거장 도킹
- 선저우 19호 – 2024년 10월 30일 발사, 왕하오쩌, 쑹링둥, 차이쉬저 등 여성우주인 3명 탑승.

## 같이 보기
- 중국의 우주 개발